# Robustiano Maciel
Robustiano Maciel – piłkarz paragwajski, obrońca, pomocnik.
Jako piłkarz klubu Club Libertad wziął udział w turnieju Copa América 1953, gdzie Paragwaj zdobył tytuł mistrza Ameryki Południowej. Maciel zagrał w trzech meczach - z Chile, Ekwadorem i Peru.
W 1953 roku wziął udział w eliminacjach do finałów mistrzostw świata w 1954 roku. Maciel zagrał w czterech meczach - dwóch z Chile i dwóch z Brazylią.
Następnie wziął udział w turnieju Copa América 1955, gdzie Paragwaj zajął przedostatnie, piąte miejsce. Maciel zagrał we wszystkich pięciu meczach - z Argentyną, Urugwajem, Ekwadorem, Chile i Peru.
Rok później wziął udział w turnieju Copa América 1956, gdzie Paragwaj ponownie zajął przedostatnie, piąte miejsce. Maciel zagrał w trzech meczach - z Urugwajem (wszedł za niego Edelmiro Arévalo), Brazylią i Argentyną.
Maciel rozegrał w reprezentacji Paragwaju łącznie 21 meczów, w tym 11 w ramach Copa América, 4 w eliminacjach do finałów mistrzostw świata w 1954 roku, 4 w ramach turnieju Copa Oswaldo Cruz i 2 towarzyskie.